# Сумида
Сумида (на японски: 墨田区, Sumida) е специален район в Токио, Япония.
Към 1 май 2015 г. районът е с население от 257 300 души и гъстота на населението от 18 690 души на км2. Заема площ от 13,77 км2.

## География
Район Сумида се намира в североизточната част на Токио. Сумида и Аракава са главните реки и формиращи части от неговите граници. Всичките негови съседи са специални райони: Адачи на север, Аракава на северозапад, Кацушика на изток, Едогава на югоизток, Тайто на запад, Чуо на югозапад и Кото на юг.

### Забележителности
- Токио Скай Трий: Кула, излъчваща цифрова наземна телевизия, използвана от NHK и други разпространители. Това е най-високата самостоятелна кула в света и най-високата сграда, направена от човек в Япония.
- Рьогоку Кокугикан (Национален сумо стадион)
- Музей на Едо-Токио
- Щаба на Асахи: Пивоварната Асахи с пламъка Асахи, създадена от френския дизайнер Филип Старк през 1989 г., е една от най-разпознаваемите модерни сгради в Токио.[1]
- Еко-ин: Будитски храм
- Парка Нонджо Мацузака-чо: резиденцията на Кира Йошинака стои на това място. Четирисет и седем ронина отнеха живота му по време на ерата Генроку.
- Хокусай-дори (улица), със серия от отпечатъци на известния японски художник Хокусай, който е роден в областта Камезава в Сумида.
- Залата Сумида Трифони, концертна зала
- Мусей Тобу
- Токио Ирей-до (Паметна зала Токио): паметник за тези неидентифицирани хора, които са починали по време на Голямото земетресение в Канто, на Бомбардировките в Токио и други катастрофи; от Ито Чута
- Парк Йокоамичо, в окръга Йокоами

### Места
- На север (бивш квартал Мукоджима): Сумида, Цуцуми-дори, Хигаши Сумида, Яхиро, Хигаши Мукоджима, Тачибана, Бунка, Кьоджима, Ошиаге
- В центъра (бивш квартал Хонджо): Азума-баши, Хигаши Комагата, Хонджо, Нарихира, Йокогава
- На юг (бивш квартал Хонджо): Йокоами, Рьогоку, Читосе, Ишивара, Камезава, Мидори, Татекава, Кикугава, Тайхей, Кинши, Кото-баши

## История
Районът е създаден на 15 март 1947 г. Включва кварталите Хонджо и Мукоджима. Квартал Мукоджима, сформиран през 1932 г., е бил в бившия град Сумида, който заедно с реката даде името си на квартала.

## Компании
- Пивоварна „Асахи“ е с централа в Азума-баши.
- „Япония Тобако“ има завод в Йококава.
- „Електронна железопътна пътека Кейсей“ има офиси в Ошиаге.
- Корпорация „Лайън“, гигант на перилни и тоалетни препарати, има офис в Хонджо.
- „Железопътна пътека“ има офиси в Ошиаге.

## Политици
От 2005 г. кмет е Нобору Йамазаки. Съветът се състои от 34 членове.

### Железопътни линии
- JR East Sōbu Main Line: Спирки в Киншичо, Рьогоку
- ЖП Тобу
  - Tōbu Isesaki Line: Спирки в Ошиаге, Токио Скай Трий, Хикифуне, Хигаши-Мукоджима, Канегафучи
  - Tōbu Kameido Line: Спирки в Хигаши-Азума, Омурай, Хикифуне
- Електронна ЖП Кейсей
  - Keisei Oshiage Line: Спирки в Ошиаге, Кейсей Хикифуне, Яхиро
- Tokyo Metro Hanzōmon Line: Спирки в Киншичо, Ошиаге
- Tokyo Metropolitan Bureau of Transportation
  - Toei Asakusa Line: Спирки в Хонджо Азума-баши, Ошиаге
  - Toei Shinjuku Line: Спирки в Кикукава
  - Toei Ōedo Line: Спирки в Рьогоку

### Железопътни спирки
- Спирка Хигаши-Азума
- Спирка Хигаши-Мукоджима
- Спирка Хикифуне
- Спирка Хонджо-Азумабаши
- Спирка Канегафучи
- Спирка Киншичо
- Спирка Кикукава
- Спирка Токио Скай Трий
- Спирка Омурай
- Спирка Ошиаге
- Спирка Рьогоку
- Спирка Яхиро

### Магистрали
- Шуто автострада
  - Централен Луп C2
  - Маршрут №6 Мукоджима
  - Маршрут №7 Комацугава
- Национални магистрали
  - Маршрут 6
  - Маршрут 14

## Известни личности

### Исторически
- Рюноске Акутагава живял в Мукоджима
- Еномото Такеаки живял в Мукоджима
- Кацушика Хокусай роден в Камезава
- Кацу Кайшу роден в Камезава
- Кода Рохан живял в Мукоджима
- Мацуо Башо живял в Хонджо
- Мори Огай живял в Мукоджима
- Незуми Козо (Джирокичи): Паметник се намира в Еко-ин

### Модерни
- Харука Игава: актриса, модел
- Чосуке Икария: актьор, комик (The Drifters)
- Нана Киноми: актриса
- Масао Оба: бивш шампион в категория муха на WBA
- Садахару Ох: бейзболист и мениджър
- Казухито Тадано: бейзболист в Major League
- Суйхо Тагава: художник на манга
- Хисанори Такахаши: бейзболист
- Йошихиро Такаяма: професионален кечист
- Чиса Йокояма: дубльор

## Образование
Обществените начални и средни училища се управляват от Сумида.
Обществените гимназии се управляват от столично-правителствения съвет на образованието в Токио.
- Honjo High School[2]
- Mukojima Commercial High School[3]
- Mukojima Technical High School[4]
- Ryogoku High School[5]
- Sumidagawa High School[6]
- Tachibana High School[7]

В допълнение на столичния училищен район също така действа и една столична прогимназия:
- Ryogoku Junior High School[8]

Международни училища:
- Токио-корейско 5-о начално и средно училище (東京朝鮮第五初中級学校) – Севернокорейско училище[9]

## Международни отношения
Сумида Sumida поддържа сестра-град отношения с Сеодаемун-гу в Сеул, Южна Корея, и с Област Шиджингстан в Пекин, Китай.